# Paulowniaceae
Paulowniaceae es una familia de plantas del orden Lamiales, pero de posición incierta dentro de estas: fue vinculada con las escrofulariáceas aunque parece estar más próxima de las Lamiaceae o, mejor, de las Orobanchaceae o las Phrymaceae. Se especuló también sobre el carácter monogenérico de la familia, con un solo género, Paulownia, pero parece que tiene cuatro géneros, con un total de veinte especies aceptadas: Brandisia J.D.Hooker & T.Thomson, 1865, Paulownia Siebold & Zuccarini, 1835, Shiuyinghua Paclt, 1962, Wightia Wallich, 1830, todos clásicamente atribuidos a las Scrophulariaceae.

## Etimología
Paulownia es un homenaje a la Gran Duquesa Ana Pavlovna de Rusia (1795-1865), hija del zar Pablo I de Rusia, a la que se dedicó esta planta.
- Nota: En lo que sigue, se describe solamente el género Paulownia, admitiendo entonces la hipótesis clásica de una familia monotípica.

## Descripción
Son árboles de hojas caducas, pero de hoja perenne en los trópicos. La corteza es lisa con lenticelas visibles cuando jóvenes, y lacerada longitudinalmente con la edad. Las ramas son opuestas, sin yemas terminales. Las hojas también lo son, con un peciolo largo y un limbo entero o ligeramente lobuladas, con margen frecuentemente aserrado-ondulado  cuando son jóvenes. Las inflorescencias tienen forma  cilíndrico-piramidal con cimas de 1-8 flores, con o sin pedúnculos. El cáliz es acampanado u obconical, peludo, con 5 sépalos subiguales -aunque el superior algo más grande. La corola, de color púrpura o blanco, es tubular-acampanada con base del tubo estrecho y ligeramente curvada y bilabiada: el labio inferior más largo, con 3 lóbulos y el labio superior de 2, interiormente amarillos. El androceo está compuesto por 4 estambres didínamos con anteras divergentes. El gineceo tiene un ovario bi-locular y un  estilo casi tan largo como los estambres. El fruto es una cápsula loculicida, bi/quadri-valva, con pericarpio delgado o grueso y leñoso. Las semillas pequeñas, muy numerosas, y con alas membranosas son de dispersión anemocora.

## Distribución
Las pauloniáceas son nativas de China (泡桐属 pao tong shu en chino), del sur a norte de Laos y de Vietnam, y todas las zonas cultivadas del este de Asia, notablemente en Japón y en Corea.

## Especies aceptadas
El género Paulownia tiene 7 especies aceptadas de las 26 descritas.
Las más conocidas son Paulownia tomentosa, Paulonia imperial y Paulonia fortunei. P. tomentosa Steud., conocida en japonés como kiri (桐), es el emblema del gobierno de Japón (como el crisantemo lo es del Sello Imperial de Japón). Es uno de los palos de las cartas hanafuda, asociado con el mes de diciembre. Es una especie invasora en el sudeste de Estados Unidos, introducida como planta ornamental por sus inmensas hojas y flores decorativas.
 P. fortunei Hemsl. es un árbol de rápido crecimiento, comercialmente conocido por su madera dura para muebles.
Las especies aceptadas son:
- Paulownia catalpifolia T.Gong ex D.Y.Hong
- Paulownia elongata S.Y.Hu
- Paulownia fargesii Franch.
- Paulownia fortunei (Seem.) Hemsl. - sin. P. duclouxii, P. meridionalis,  P.mikado
- Paulownia kawakamii T.Itô - sin. P.rehderiana, P. thyrsoidea, P. viscosa
- Paulownia taiwaniana T.W Hu & H.JChang - sin. P. australis T.Gong
- Paulownia tomentosa (Thumb) Steud. - sin. P. tomentosa (Thunb.) Britton, P. imperialis Siebold & Zucc, Bignonia tomentosa Thunb, ?Incarvillea tomentosa (Thunb.) Spreng.[6]

## Usos
Las pauloniáceas son muy populares en China en su uso para reforestaciones, cortinas en caminos y como plantas ornamentales. Crecen en multitud de suelos, notablemente en los pobres, pero necesita mucha luz y no le gusta una capa freática alta. 
La madera de Paulownia es pálida, con grano fuerte y grande. Sus características de resistentes raíces y un muy alto punto de ignición, que asegura un mercado mundial de maderas creciente. Es una madera muy importante en China, Corea, Japón por hacerse instrumentos musicales como guqin, guzheng, pipa, koto y kayagum.
Paulownia tomentosa, según la enciclopedia ilustrada de Japón:

La madera de Paulownia es muy liviana, de grano fino, suave, resistente al alabeo, usado para tansu, cajas, geta. La madera quemada se usa para hacer carbón de pólvora de pirotecnia, las hojas se usan en preparaciones vermicidas.
El árbol Paulownia es de crecimiento extremadamente rápido; algunas especies en plantaciones pueden ser taladas a los cinco años. Luego rebrota desde las raíces preexistentes, dándoles el nombre de "árbol Fénix".

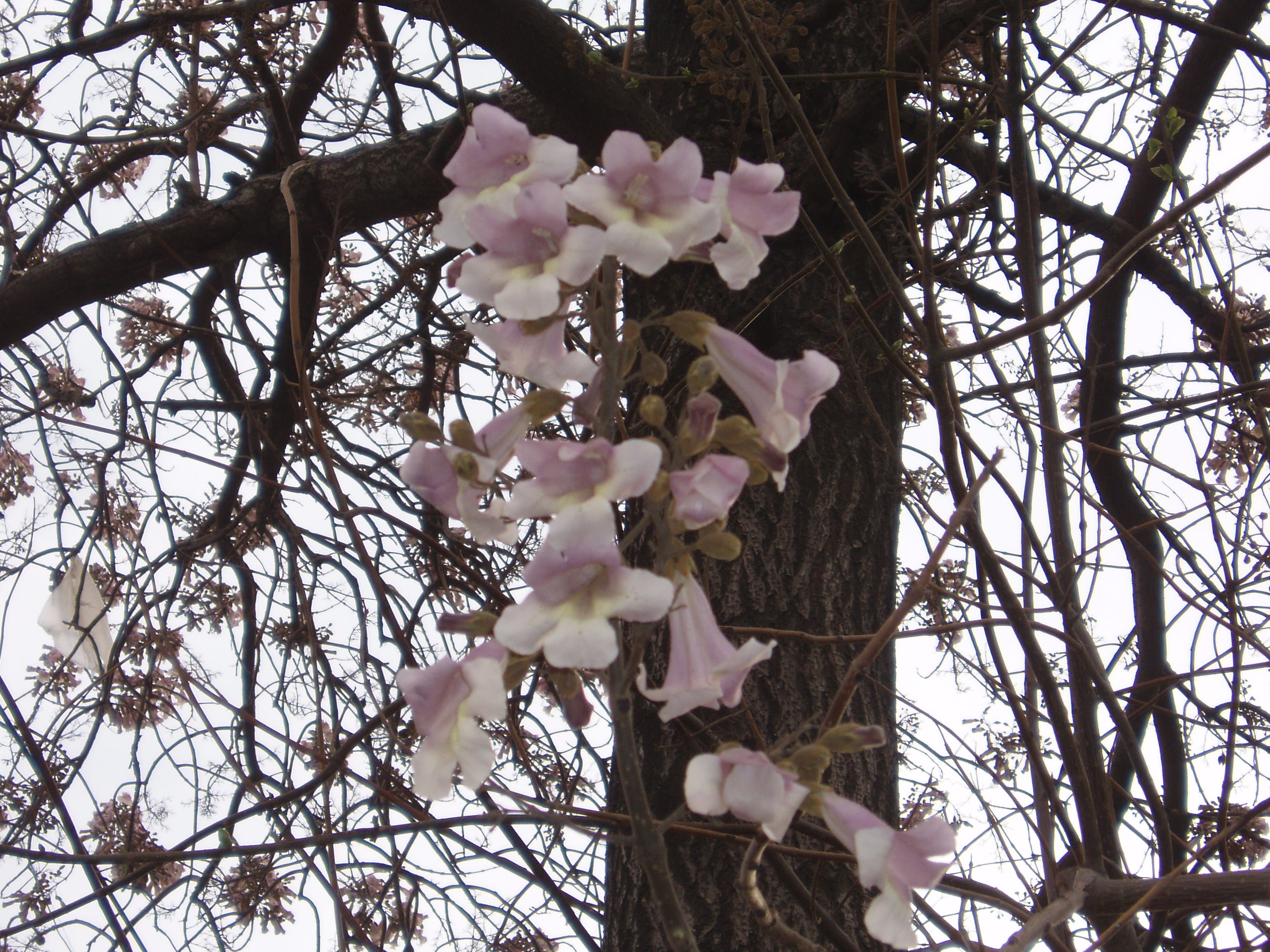
Flores de Paulownia fortunei.

Actualmente se usa en la construcción de los cuerpos de las guitarras eléctricas de bajo costo, como por ejemplo, la Deán ML XM hecha de Paulownia y terminada con caoba.
Pruebas del CSIRO en Australia muestran que Paulownia es muy atractiva para insectos cavadores de madera. Y las especies de Paulownia son comidas por larvas de algunas especies de Lepidoptera como Endoclita excrescens.
Los árboles del género Paulownia tienen la capacidad de recuperar áreas ecológicamente estresadas. Su sistema radicular penetra profunda y rápidamente suelos compactados y contaminados. Paulownia es un sistema de fitoremedición, incrementando el contenido orgánico de suelos degradados, procesando y filtrando contaminantes en el ascenso de soluciones a su sistema vascular, y emitiendo oxígeno a la atmósfera.
Para usos forestales no suele usarse la especie P. tomentosa, sino P. fortunei y P. elongata, y casi siempre, híbridos entre ambas. Aunque puede reproducirse por semillas, esquejes de raíz, esquejes de rama de un año cuando la savia está en descanso y otros sistemas de reproducción vegetativa, el empleado industrialmente es el de división de meristemos o micropropagación, con vistas a la clonación de individuos seleccionados por un crecimiento sobresaliente entre sus ya rápidos compañeros de plantación. Asimismo, se consigue homogeneidad en la nueva plantación.
La madera de Paulownia se utiliza para el sector mobiliario, deportes náuticos como el surf o para el sector de la automoción, entre otros muchos sectores. La madera de Paulownia la podemos encontrar en diferentes formatos como alistonado de Paulownia, contrachapado, tricapa, chapa, listón o en tablón 
La introducción en España es relativamente reciente, comparada con otras especies forestales, por lo que tardará en explotarse comercialmente. Sin embargo, toda la buena fama que le precede hace que ciertas comunidades autónomas subvencionen la forestación con Paulownia con fines madereros, de generación eléctrica por combustión de biomasa, retención de laderas y mejora de suelos.